# Jupiter und Io
Jupiter und Io ist ein Gemälde von Antonio da Correggio aus der ersten Hälfte des 16. Jahrhunderts im Stil der Renaissance. Es zeigt den Moment der Verführung der Io durch den Gott Jupiter und gilt als eines der Meisterwerke Correggios. Heute befindet es sich im Kunsthistorischen Museum in Wien.

## Auftraggeber, Entstehung und Verbleib
Das Bild entstand als ein Teil einer Auftragsarbeit einer Serie von vier erotischen Gemälden, die sich mit den Liebesabenteuern Jupiters befassen. Auftraggeber der Gemälde war Herzog Federico II. von Mantua. Neben diesem Gemälde entstanden noch Jupiter und Danaë, heute in der Galleria Borghese in Rom, Leda mit dem Schwan, heute in der Gemäldegalerie Berlin, und Entführung des Ganymed, dieses Gemälde befindet sich ebenfalls im Kunsthistorischen Museum in Wien. Der Zyklus insgesamt wird als ein Höhepunkt erotisierender Malerei der Renaissance gesehen, das Gemälde selbst gilt als das erotischste seiner Zeit. Die Arbeiten entstanden um 1530, das Gemälde selbst 1531 oder 1532. Herzog Federico verschenkte das Bild an Kaiser Karl V. anlässlich dessen Aufenthaltes in Mantua. Daher kam es nach Wien, war im 17. Jahrhundert noch in anderem Besitz und wurde durch Kaiser Rudolf II. endgültig zurückgekauft. Nach dem Tod Rudolf II. steht es bis jetzt im Kunsthistorischen Museum.

## Motiv und Darstellung
Das Gemälde stellt den Moment des auf Seiten Ios unfreiwilligen Geschlechtsaktes zwischen dem Gott und der Begehrten dar, alle Bilder der Serie spielen entweder in diesem Moment oder unmittelbar zuvor. In den Metamorphosen des Ovid (I, 563ff.) heißt es, nach dem vergeblichen Werben Jupiters, dazu: Sie aber floh schon, hatte bald die Weiden von Lerna hinter sich und die baumbestandene Flur im Bergland von Argos, als plötzlich der Gott über das weite Gefilde Finsternis zieht und es einhüllt. So hemmt er die Flucht und raubt Io die Unschuld. Mittlerweile schaut Juno gerade auf die Gefilde hernieder und verwundert sich, wie bei hellem Tag sie ein flüchtiger Nebel mit Nacht deckt. Correggio stellt den Gott als sanfte Wolke dar, seine rechte Hand umfasst Io an der Hüfte. Unmittelbar neben dem Gesicht Ios bildet sich aus der Wolke ein männliches Gesicht heraus in der Bewegung, Io zu küssen. Der Kunstgeschichte ein Rätsel ist die Figur des trinkenden Hirsches in der rechten Ecke unten, es kann sich um eine Andeutung des Vaters Ios, Inachos – eines Flussgottes – handeln. Typisch für Correggio ist die starke Hell-Dunkel-Kontrastierung zur Steigerung der Tiefenwirkung. Dennoch besticht das Bild vor allem durch die Feinheit der Darstellung des Fleisches und der Lichtführung auf ihm. Correggio gelang es, die heikle Szene ohne jede Derbheit oder Vulgarität darzustellen.
Max Semrau bemerkt zu den Gemälden des Zyklus: Niemals ist die Unbefangenheit der Antike in der Verkörperung höchsten Sinnengenusses mit soviel schalkhafter Anmut und Liebenswürdigkeit vereinigt worden, wie in diesen Gemälden.